# Plectreurys
Plectreurys là một chi nhện trong họ Plectreuridae.

## Các loài
- Plectreurys angela Gertsch, 1958 — USA
- Plectreurys ardea Gertsch, 1958 — Mexico
- Plectreurys arida Gertsch, 1958 — Mexico
- Plectreurys bicolor Banks, 1898 — Mexico
- Plectreurys castanea Simon, 1893 — USA
- Plectreurys ceralbona Chamberlin, 1924 — Mexico
- Plectreurys conifera Gertsch, 1958 — USA
- Plectreurys deserta Gertsch, 1958 — USA
- Plectreurys globosa Franganillo, 1931 — Cuba
- Plectreurys hatibonico Alayón, 2003 — Cuba
- Plectreurys janzeni Alayón & Víquez, 2011 — Guatemala to Costa Rica
- Plectreurys misteca Gertsch, 1958 — Mexico
- Plectreurys mojavea Gertsch, 1958 — USA
- Plectreurys monterea Gertsch, 1958 — USA
- Plectreurys nahuana Gertsch, 1958 — Mexico
- Plectreurys oasa Gertsch, 1958 — USA
- Plectreurys paisana Gertsch, 1958 — Mexico
- Plectreurys schicki Gertsch, 1958 — USA
- Plectreurys tecate Gertsch, 1958 — Mexico
- Plectreurys tristis Simon, 1893 — USA, Mexico
- Plectreurys valens Chamberlin, 1924 — Mexico
- Plectreurys vaquera Gertsch, 1958 — Mexico
- Plectreurys zacateca Gertsch, 1958 — Mexico